# خلیج گوانتانامو

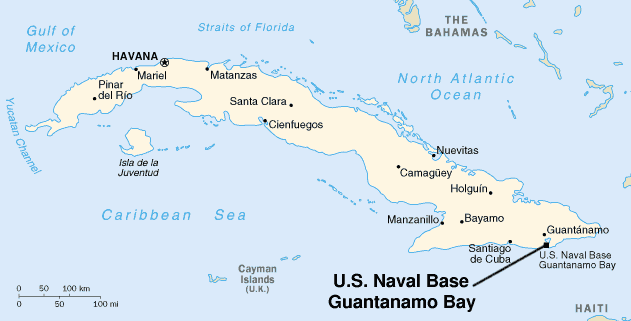
موقعیت خلیج گوانتانامو و پایگاه نیروی دریایی ایالات متحده در منتهی‌الیه جنوب شرقی کوبا

خلیج گوانتانامو در جنوب ایالت گوانتانامو در کوبا قرار گرفته‌است و از سال ۱۹۰۳ بر اساس پیمان کوبا-آمریکا در کنترل دولت آمریکاست.
بازداشتگاه گوانتانامو در این منطقه قرار دارد.

## اختیار خلیج گوانتانامو
دولت آمریکا از طریق توماس استرادا پالما (Tomas Estrada Palma) که یک شهروند آمریکایی و اولین رئیس جمهور کوبا بود، توانست این منطقه را از ۲۳ فوریه ۱۹۰۳، به طور مادام العمر تحت اجاره خود در آورد.
آمریکا در این کشور تحت الحمایه تازه، ضمیمه ای را در قانون اساسی کوبا گنجانید که به موجب آن، علاوه بر بسیاری موارد دیگر، ایالات متحده برای انجام عملیات استخراج ذغال سنگ و ایجاد قرارگاههای نیروی دریایی، دارای اختیار تام قضایی و کنترل کامل خلیج گوانتانامو خواهد بود و در عین حال جمهوری کوبا به عنوان فرمانروای نهایی آن پابرجا خواهد بود.

## تاریخچه
ساکنان اولیه این خلیج، تاینوها، آن را «گوانتانامو» نامیدند. کریستف کلمب در سال ۱۴۹۴ به اینجا وارد شد و نام آن را «پورتو گرانده» گذاشت. هنگام ورود، خدمه کلمب ماهیگیران تاینو را در حال آماده کردن ضیافتی برای رئیس محلی یافتند. زمانی که مستعمره‌نشینان اسپانیایی کنترل کوبا را در دست گرفتند، این خلیج به بندری حیاتی در سمت جنوبی جزیره تبدیل شد.
این خلیج به طور موقت «خلیج کامبرلند» نام گرفت، زمانی که یک نیروی اعزامی پادشاهی بریتانیا در سال ۱۷۴۱، در جریان جنگ گوش جنکینز، آن را تصرف کرد. ادمیرال بریتانیایی، ادوارد ورنون، با نیرویی متشکل از هشت کشتی جنگی و ۴۰۰۰ سرباز وارد شد و برنامه‌هایی برای پیشروی به سانتیاگو د کوبا داشت. اما نیروهای استعماری اسپانیایی محلی او را شکست دادند و او را مجبور به عقب‌نشینی یا تسلیم به عنوان اسیر جنگی کردند. اواخر سال ۱۷۶۰، دو ناوگان سلطنتی فرگیت HMS Trent و HMS Boreas، کشتیرانان فرانسوی Vainquer و Mackau را که در خلیج مخفی شده بودند، به دام انداختند. فرانسوی‌ها همچنین مجبور شدند Guespe، یک کشتی خصوصی دیگر، را بسوزانند تا از اسارت آن جلوگیری کنند.
در طول جنگ اسپانیا و آمریکا در سال ۱۸۹۸، ناوگان نیروی دریایی ایالات متحده که به سانتیاگو حمله می‌کرد، به دنبال پناهگاهی برای فصل طوفان‌های تابستانی بود. آنها گوانتانامو را به دلیل بندرگاه عالی آن انتخاب کردند. تفنگداران دریایی ایالات متحده با حمایت نیروی دریایی در تهاجم به خلیج گوانتانامو در ژوئن ۱۸۹۸ به آنجا وارد شدند. با این حال، با پیشروی آنها به سمت داخل خشکی، مقاومت اسپانیایی‌ها افزایش یافت و تفنگداران دریایی به حمایت دیده‌بان‌های کوبایی نیاز پیدا کردند.
خلیج گوانتانامو به دلیل موقعیت جغرافیایی‌اش در دریای کارائیب، برای برنامه‌ریزان نظامی ایالات متحده اهمیت دارد. این منطقه به مکانی استراتژیک برای دفاع از کانال پاناما و سواحل جنوبی ایالات متحده تبدیل شد. همچنین به عنوان پناهگاه طبیعی برای کشتی‌های نیروی دریایی در این منطقه عمل می‌کرد. به دلیل عوامل دیگر، ایالات متحده این منطقه را به عنوان مکانی مناسب برای ایجاد پایگاه نیروی دریایی در نظر گرفت.  پایگاه نیروی دریایی خلیج گوانتانامو بخش جنوبی این خلیج را احاطه کرده است. 
این پایگاه نیروی دریایی که با نام‌های مستعار "GTMO" یا "Gitmo" شناخته می‌شود، مساحتی برابر با ۱۱۶ کیلومتر مربع (۴۵ مایل مربع) در سواحل غربی و شرقی خلیج را پوشش می‌دهد. این پایگاه در سال ۱۸۹۸ تأسیس شد، زمانی که ایالات متحده پس از جنگ اسپانیا و آمریکا کنترل کوبا را از اسپانیا به دست آورد.  
در سیستم جدید حمایت‌گرایی آمریکا، اصلاحیه پلات در قانون اساسی ۱۹۰۱ کوبا گنجانده شد. توماس استرادا پالما، اولین رئیس‌جمهور کوبا، اجاره‌نامه‌ای دائمی برای منطقه اطراف خلیج گوانتانامو در ۲۳ فوریه ۱۹۰۳ ارائه داد. معاهده روابط کوبا و آمریکا (۱۹۰۳) مقرر کرد که ایالات متحده برای بهره‌برداری از ایستگاه‌های زغال‌سنگ و نیروی دریایی، «اختیار و کنترل کامل» خلیج گوانتانامو را داشته باشد، در حالی که حاکمیت جمهوری کوبا بر این خلیج را به رسمیت می‌شناسد.
در سال ۱۹۳۴، یک معاهده جدید روابط کوبا و آمریکا، با تأیید مجدد اجاره‌نامه، به کوبا و شرکای تجاری آن دسترسی آزاد از طریق خلیج را اعطا کرد، اجاره‌بها را از ۲,۰۰۰ دلار به طلا در سال به معادل ۴,۰۸۵ دلار آمریکا در سال ۱۹۳۴ تغییر داد، و اجاره را دائمی کرد مگر اینکه هر دو دولت توافق کنند آن را لغو کنند، یا تا زمانی که ایالات متحده از اموال پایگاه دست بکشد.
پس از انقلاب کوبا در سال‌های ۱۹۵۳–۱۹۵۹، رئیس‌جمهور ایالات متحده دوایت دی. آیزنهاور اصرار داشت که وضعیت پایگاه بدون تغییر باقی بماند، با وجود اعتراضات فیدل کاسترو. از آن زمان، دولت کوبا تنها یکی از چک‌های اجاره از سوی دولت ایالات متحده را نقد کرده است، و حتی آن هم، به گفته کاسترو، فقط به دلیل «سوءتفاهم» در روزهای اولیه انقلاب کوبا بود. چک‌های باقی‌مانده که به نام «خزانه‌دار کل جمهوری» (عنوانی که پس از انقلاب منسوخ شد) صادر شده بودند، در دفتر کاسترو، درون یک کشوی میز نگهداری می‌شدند.
در دهه ۱۹۹۰، ایالات متحده از خلیج گوانتانامو به‌عنوان مرکزی برای پردازش درخواست‌های پناهندگی و اردوگاهی برای پناهجویان مبتلا به HIV استفاده کرد. طی یک دوره شش‌ماهه، ایالات متحده بیش از ۳۰,۰۰۰ پناهجوی هاییتی را در گوانتانامو بازداشت کرد، در حالی که ۳۰,۰۰۰ نفر دیگر به جمهوری دومینیکن فرار کردند. در نهایت، ایالات متحده به ۱۰,۷۴۷ نفر از هاییتی‌ها وضعیت پناهندگی در این کشور اعطا کرد. بیشتر پناهجویان در یک شهر چادری در باند فرودگاهی که بعداً به‌عنوان محل مجموعه‌ای برای محاکمات نظامی گوانتانامو استفاده شد، اسکان داده شدند. پناهجویانی که مشکلات انضباطی یا امنیتی ایجاد می‌کردند، در مکانی نگهداری شدند که بعدها به کمپ ایکس ری، اولین محل بازداشتگاه گوانتانامو، تبدیل شد. در اوت ۱۹۹۴، شورش‌هایی در اردوگاه‌های بازداشت رخ داد و ۲۰ پلیس نظامی آمریکایی و ۴۵ هاییتی زخمی شدند.
از سال ۲۰۰۲، پایگاه شامل بازداشتگاه برای افرادی بوده است که به‌عنوان خطری برای امنیت ملی ایالات متحده شناخته می‌شوند. در سال ۲۰۰۹، باراک اوباما، رئیس‌جمهور ایالات متحده، دستوری برای بستن بازداشتگاه تا ۲۲ ژانویه ۲۰۱۰ صادر کرد. تا تاریخ ۲۰۲۱، این بازداشتگاه به دلیل امتناع کنگره از تأمین بودجه برای تعطیلی آن همچنان باز است.
آلفرد موریس د زایاس استدلال کرده است که توافقنامه اجاره‌نامه سال ۱۹۰۳ تحت فشار بر کوبا تحمیل شده و یک پیمان میان نابرابرها بوده است که با حقوق بین‌الملل مدرن سازگار نیست و می‌تواند ex nunc (لاتین: از این به بعد) لغو شود. او شش پیشنهاد برای یک راه‌حل صلح‌آمیز ارائه کرده است، از جمله پیروی از رویه‌ای که در کنوانسیون وین درباره حقوق معاهدات بیان شده است. با این حال، ماده ۴ کنوانسیون وین بیان می‌کند که مفاد آن به معاهدات گذشته به‌صورت معکوس اعمال نمی‌شود.